# فهرست شهرهای ویتنام
این مقاله فهرستی از شهرهای کشور ویتنام است.

## شهرهای اصلی

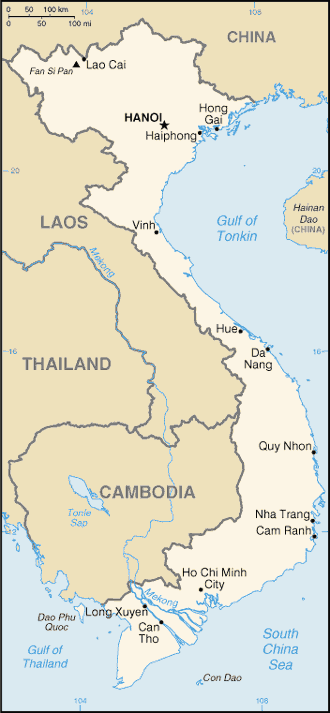
نقشه ویتنام

There are five centrally controlled municipalities (thành phố trực thuộc trung ương) in ویتنام.
| شهر     | مساحت (km2) | جمعیت     | درجه شهر      | سال تأسیس |
| ------- | ----------- | --------- | ------------- | --------- |
| دانانگ  | ۱٬۲۵۵٫۵۳    | ۸۸۷٬۰۶۹   | 1st-class     | ۱۸۸۹      |
| کان‌تو   | ۱٬۳۸۹٫۶۰    | ۱٬۱۸۷٬۱۸۹ | 1st-class     | ۱۹۲۸      |
| هایفونگ | ۱٬۵۰۷٫۵۷    | ۱٬۸۳۷٬۳۰۲ | 1st-class     | ۱۸۸۸      |
| هانوی   | ۳٬۳۲۴٫۹۲    | ۶٬۴۴۸٬۸۳۷ | special class | ۱۸۸۸      |
| هوشی‌مین | ۲٬۰۹۵٫۰۰    | ۷٬۱۶۲٬۸۶۴ | special class | ۱۸۷۷      |

## شهرها و شهرک‌ها

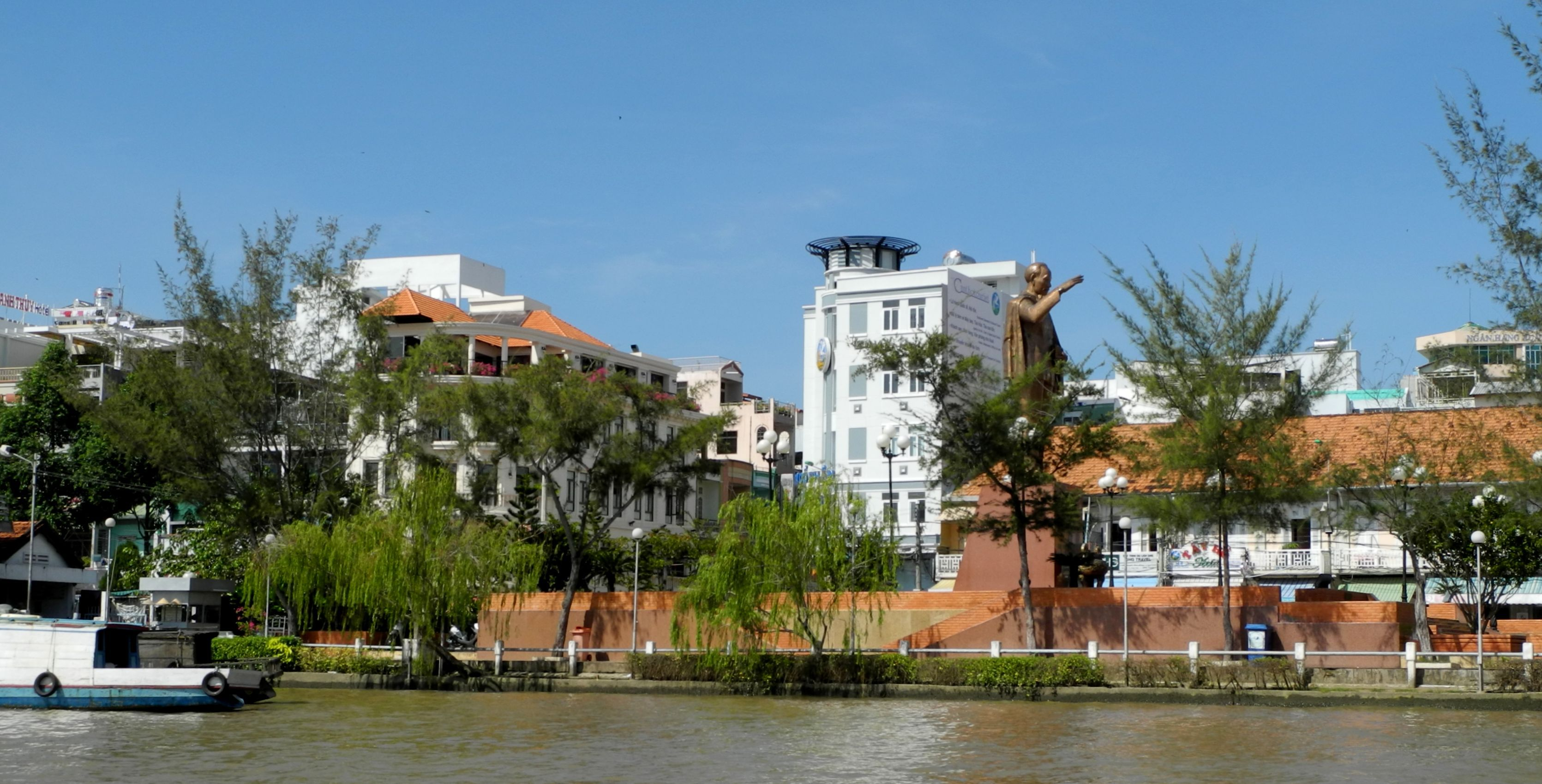
کان تو

Here is a list of provincial municipalities (thành phố trực thuộc tỉnh) in ویتنام.
| نام               | استان                  | مساحت (km2) | جمعیت   | سال تأسیس | درجه شهر |
| ----------------- | ---------------------- | ----------- | ------- | --------- | -------- |
| با ریا            | استان با ریا-وونگ تائو | ۹۱٫۴۶       | ۱۲۲٬۴۲۴ | ۲۰۱۲      | 3        |
| باک لیئو          | استان باک لیئو         | ۱۷۵٫۴       | ۱۸۸٬۸۶۳ | ۲۰۱۰      | ۲        |
| باک گیانگ         | استان باک گیانگ        | ۳۲٫۲۱       | ۱۲۶٬۸۱۰ | ۲۰۰۵      | ۳        |
| باک نین           | استان باک نین          | ۸۰٫۲۸       | ۱۵۳٬۲۵۰ | ۲۰۰۶      | ۲        |
| Bảo Lộc           | استان لام دونگ         | ۲۳۲٫۵۶      | ۱۵۳٬۳۶۲ | ۲۰۱۰      | ۳        |
| بین هوا           | استان دونگ نای         | ۲۶۴٫۰۷      | ۷۸۴٬۳۹۸ | ۱۹۷۶      | ۲        |
| بن‌تره             | استان بن تر            | ۶۷٫۴۸       | ۱۴۳٬۳۱۲ | ۲۰۰۹      | 3        |
| بون ما توت        | استان داک لاک          | ۳۷۰٫۰۰      | ۳۴۰٬۰۰۰ | ۱۹۹۵      | ۱        |
| کا مائو           | استان کا مائو          | ۲۵۰٫۳       | ۲۰۴٬۸۹۵ | ۱۹۹۹      | ۲        |
| Cẩm Phả           | استان کوانگ نین        | ۴۸۶٫۴       | ۱۹۵٬۸۰۰ | ۲۰۱۲      | 3        |
| کائو لان          | استان دونگ تاپ         | ۱۰۷٫۱۹۵     | ۱۴۹٬۸۳۷ | ۲۰۰۷      | ۳        |
| Châu Đốc          | استان آن گیانگ         | ۱۰۵٫۲۹۰     | ۱۵۷٬۲۹۸ | ۲۰۱۳      | ۳        |
| دا لات            | استان لام دونگ         | ۳۹۳٫۲۹      | ۲۵۶٬۳۹۳ | ۱۹۲۰      | ۱        |
| دین بین فو        | استان دین بین          | ۶۰٫۰۹       | ۷۰٬۶۳۹  | ۲۰۰۳      | ۳        |
| دونگ‌ها            | استان کوانگ تری        | ۷۳٫۰۶       | ۹۳٬۷۵۶  | ۲۰۰۹      | 3        |
| دونگ هوی          | استان کوانگ‌بن          | ۱۵۵٫۵۴      | ۱۶۰٬۳۲۵ | ۲۰۰۴      | 2        |
| ها تین            | استان ها تین           | ۵۶٫۱۹       | ۱۱۷٬۵۴۶ | ۲۰۰۷      | ۳        |
| ها لونگ           | استان کوانگ نین        | ۲۰۸٫۷       | ۲۰۳٬۷۳۱ | ۱۹۹۴      | ۱        |
| های دونگ          | استان های دونگ         | ۷۱٫۳۹       | ۱۸۷٬۴۰۵ | ۱۹۹۷      | ۲        |
| هوا بین           | استان هوا بین          | ۱۴۸٫۲       | ۹۳٬۴۰۹  | ۲۰۰۶      | ۳        |
| Hội An            | استان کوانگ نام        | ۶۱٫۴۷       | ۱۲۱٬۷۱۶ | ۲۰۰۸      | ۳        |
| هوئه              | استان توا تین–هوئه     | ۸۳٫۳        | ۳۳۳٬۷۱۵ | ۱۹۴۵      | ۱        |
| هونگ ین           | استان هونگ ین          | ۴۶٫۸        | ۱۲۱٬۴۸۶ | ۲۰۰۹      | ۳        |
| کون توم           | استان کون توم          | ۴۳۲٫۹۸      | ۱۳۷٬۶۶۲ | ۲۰۰۹      | ۳        |
| لانگ سون          | استان لانگ سون         | ۷۹٫۰        | ۱۴۸٬۰۰۰ | ۲۰۰۲      | ۳        |
| لائو کای          | استان لائو کای         | ۲۲۱٫۵       | ۹۴٬۱۹۲  | ۲۰۰۴      | ۲        |
| لونگ سوین         | استان آن گیانگ         | ۱۰۶٫۸۷      | ۲۲۷٬۳۰۰ | ۱۹۹۹      | ۲        |
| Móng Cái          | استان کوانگ نین        | ۵۱۸٫۲۸      | ۱۰۸٬۰۱۶ | ۲۰۰۸      | ۳        |
| می تو             | استان تین گیانگ        | ۷۹٫۸        | ۲۱۵٬۰۰۰ | ۱۹۲۸      | ۲        |
| نام دین           | استان نام دین          | ۴۶٫۴        | ۱۹۱٬۹۰۰ | ۱۹۲۱      | ۱        |
| هوآ لو            | استان نین بین          | ۴۸٫۳        | ۱۳۰٬۵۱۷ | ۲۰۰۷      | ۲        |
| نها ترنگ          | استان خان هوا          | ۲۵۱٫۰       | ۳۹۲٬۲۷۹ | ۱۹۷۷      | ۱        |
| Cam Ranh          | استان خان هوا          | ۳۲۵٫۰       | ۱۲۸٬۳۵۸ | ۲۰۱۰      | ۳        |
| پانگ رانگ–تاپ چام | استان نین توان         | ۷۹٫۳۷       | ۱۰۲٬۹۴۱ | ۲۰۰۷      | ۳        |
| فان تیئت          | استان بین توآن         | ۲۰۶٫۰       | ۲۵۵٬۰۰۰ | ۲۰۱۰      | ۲        |
| فو لی             | استان ها نام           | ۳۴٫۲۷       | ۱۲۱٬۳۵۰ | ۲۰۰۸      | ۳        |
| پلیکو             | استان گیا لای          | ۲۶۰٫۶۱      | ۱۸۶٬۷۶۳ | ۱۹۹۹      | ۲        |
| کوانگ نگای        | استان کوانگ نگای       | ۳۷٫۱۲       | ۱۳۴٬۴۰۰ | ۲۰۰۵      | ۳        |
| کوی نون           | استان بین دین          | ۲۸۴٫۲۸      | ۳۱۱٬۰۰۰ | ۱۹۸۶      | ۱        |
| راچا گیا          | استان کین گیانگ        | ۹۷٫۷۵       | ۲۲۸٬۳۶۰ | ۲۰۰۵      | ۲        |
| Sa Đéc            | استان دونگ تاپ         | ۵۹٫۸۱       | ۱۵۲٬۲۳۷ | ۲۰۱۳      | ۳        |
| سوک ترانگ         | استان سوک ترانگ        | ۷۶٫۱۵       | ۱۷۳٬۹۲۲ | ۲۰۰۷      | ۳        |
| سون لا            | استان سون لا           | ۳۲۴٫۹۳      | ۱۰۷٬۲۸۲ | ۲۰۰۸      | ۳        |
| تام کی            | استان کوانگ نام        | ۹۲٫۶۳       | ۱۲۰٬۲۵۶ | ۲۰۰۶      | ۳        |
| تان آن، لنگ آن    | استان لونگ آن          | ۸۱٫۷۹       | ۱۶۶٬۴۱۹ | ۲۰۰۹      | ۳        |
| تای بین           | استان تای بین          | ۶۷٫۷        | ۲۷۰٬۰۰۰ | ۲۰۰۴      | ۲        |
| تای نگوین         | استان تای نگوین        | ۱۸۹٫۷۰      | ۳۳۰٬۰۰۰ | ۱۹۶۲      | 1        |
| تان هوا           | استان تان هوا          | ۵۷٫۸        | ۱۹۷٬۵۵۱ | ۱۹۹۴      | ۱        |
| ترا وین           | استان ترا وین          | ۶۸٫۰۳       | ۱۳۱٬۳۶۰ | ۲۰۱۰      | ۳        |
| توی هوئا          | استان فو ین            | ۲۱۲٫۶۲      | ۱۶۷٬۱۷۴ | ۲۰۰۵      | ۲        |
| توین کوانگ        | استان توین کوانگ       | ۱۱۹٫۱۷      | ۱۱۰٬۱۱۹ | ۲۰۱۰      | ۳        |
| Uông Bí           | استان کوانگ نین        | ۲۵۶٫۳       | ۱۷۰٬۰۰۰ | ۲۰۱۱      | 2        |
| ویت تری           | استان فو تو            | ۱۱۰٫۹۹      | ۲۷۷٬۵۳۹ | ۱۹۶۲      | 1        |
| وین، ویتنام       | استان نه آن            | ۱۰۴٫۹۸      | ۲۸۲٬۹۸۱ | ۱۹۲۷      | ۱        |
| وین ین            | استان وین فوک          | ۵۰٫۸۰       | ۱۲۲٬۵۶۸ | ۲۰۰۶      | ۲        |
| وین لونگ          | استان وین لونگ         | ۴۸٫۰۱       | ۱۴۷٬۰۳۹ | ۲۰۰۹      | ۳        |
| وونگ تائو         | استان با ریا-وونگ تائو | ۱۴۰٫۰       | ۲۴۰٬۰۰۰ | ۱۹۹۱      | ۱        |
| ین بای            | استان ین بای           | ۱۰۸٫۱۵۵     | ۹۵٬۸۹۲  | ۲۰۰۲      | ۳        |